# San Cristóbal Cucho
San Cristóbal Cucho è un comune del Guatemala facente parte del dipartimento di San Marcos.